# Ziziphus acuminata
Ziziphus acuminata är en brakvedsväxtart som beskrevs av George Bentham. Ziziphus acuminata ingår i släktet Ziziphus och familjen brakvedsväxter. Inga underarter finns listade i Catalogue of Life.